# 伯颜察儿
伯颜察儿（?—?），回回人，又译伯颜察而。元朝大臣，任中书平章政事。他是赛典赤之孙，纳速剌丁之子。
至元三十一年（1294年），元成宗即位，伯颜察儿为参议中书省事。大德九年（1305年），复立云南屯田，受命兼领主持其事。元仁宗延祐末年，任江浙行省平章政事。延祐七年（1320年）十二月，以贪污免官。泰定帝即位，复起用。泰定元年（1324年），加太保。泰定三年（1326年），任中书平章政事。致和元年（1328年），泰定帝驾崩，八月，为燕帖木儿所执，流于远州，籍没其家。次年回归乡里。元顺帝至元四年（1344年）追封奉元王，谥号忠献。